# Benediktinerinnenabtei Maredret

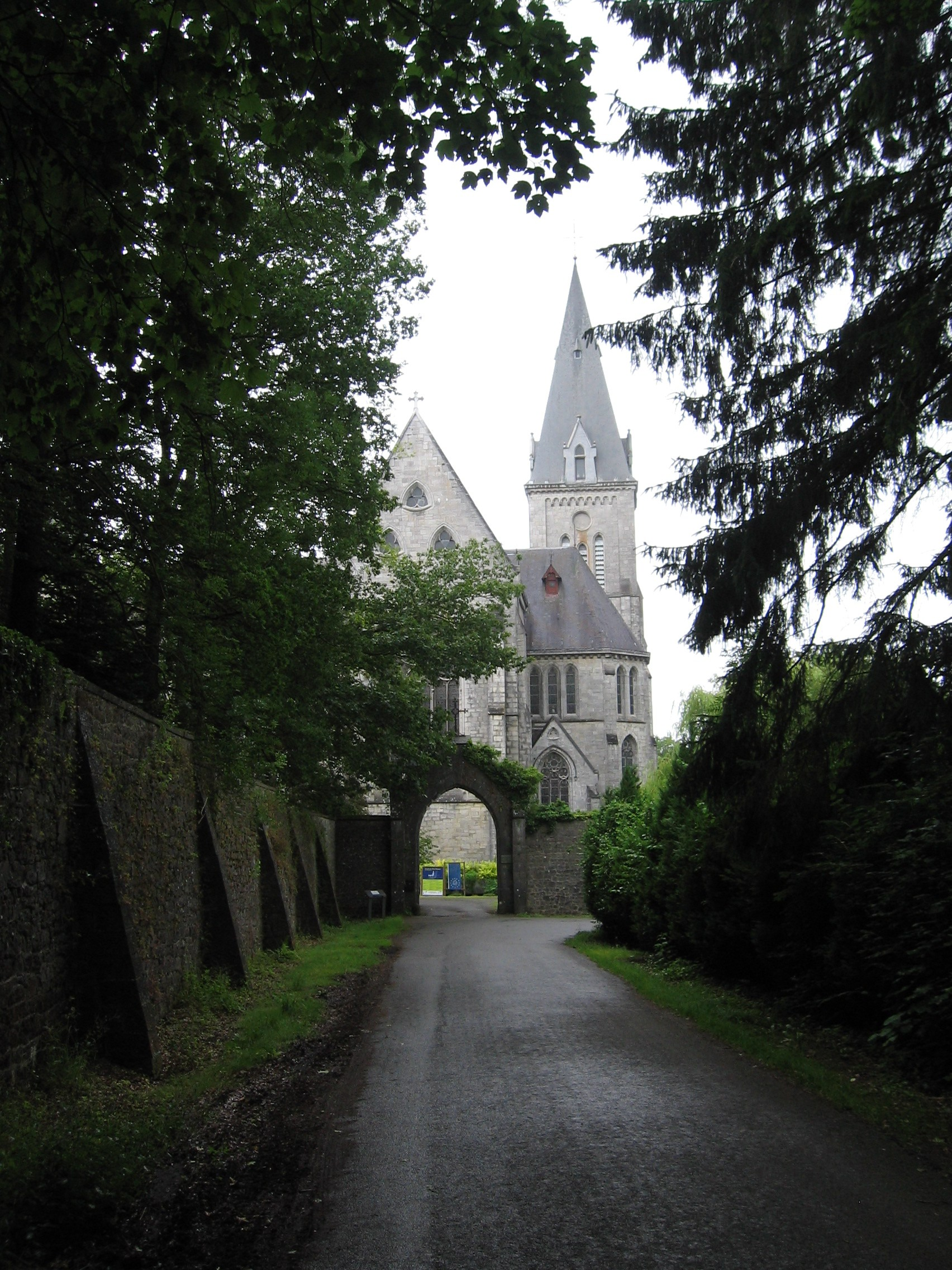
Klosterpforte und Kirche

Illuminiertes Messbuch von Marie-Louise Lemaire oder Benediktinerinnenabtei Maredret

Die Benediktinerinnenabtei Maredret ist ein 1893 gegründetes Kloster der Benediktinerinnen in Anhée, einer Gemeinde in der Provinz Namur in Belgien.

## Geschichte
Der belgische Industrielle und Verleger Henri Desclée (1830–1917), Mitgründer des katholischen Verlags Desclée de Brouwer, stiftete Grund und Boden, auf dem die Benediktinerin der Abtei Sainte-Cécile de Solesmes, Cécile de Hemptinne (1870–1948, Geburtsname Agnès) 1893 zusammen mit sechs Gefährtinnen und unterstützt durch ihren Bruder, Hildebrand de Hemptinne (Geburtsname Felix), seit 1890 Abt der benachbarten Abtei Maredsous, beim Dorf Maredret (heute ein Ortsteil von Anhée) das Kloster Saints Jean et Scholastique de Maredret (Kloster des Heiligen Johannes und der Heiligen Scholastika von Nursia) gründete. 1900 wurde das Priorat zur Abtei erhoben und die Priorin Cécile zur Äbtissin geweiht. Die Abtei gehörte bis 1927 zur Beuroner Kongregation, seitdem ist sie Mitglied der Kongregation von der Verkündigung der seligen Jungfrau Maria.
Oberin Cécile verfügte als Industriellentochter über die nötigen Mittel, um (in Parallele zu Maredsous) neugotische Klostergebäude im Stil des 14. Jahrhunderts zu errichten (Architekt: Auguste Van Assche, 1826–1907, endgültige Fertigstellung 1936). Das Kloster beherbergte bis zu knapp 100 Nonnen (heute: 10). Zu den Besonderheiten des Klosters gehört seit Beginn die neugotische Buchmalerei, die von Agnès Desclée (1871–1931, Tochter von Henri Desclée) eingeleitet und ab 1898 von Marie-Madeleine Kerger (1876–1959) vervollkommnet wurde. Von 1900 bis 1914 war Maria Anna Benedicta von Spiegel Nonne in Maredret.
Am 23. Juni 1916 stattete Kaiser Wilhelm II. der Abtei einen Besuch ab. Während des Zweiten Weltkriegs fand die österreichische Benediktinerin und Konvertitin Mirjam Prager Zuflucht in der Abtei.

## Tochterkloster
Benediktinerinnen aus Maredret gründeten 1959 in Ruanda das Benediktinerinnenpriorat Sovu bei Butare.